# مرحله مقدماتی جام ملت‌های آسیا ۲۰۲۳
مرحله مقدماتی جام ملت‌های آسیا ۲۰۲۳ با حضور ۴۶ تیم از قاره آسیا از ۶ ژوئن ۲۰۱۹ تا ۲۹ مارس ۲۰۲۲ برگزار خواهد شد، ۲۳ تیم برتر این مسابقات به جام ملت‌های آسیا ۲۰۲۳ و ۱۲ تیم برتر به مسابقات مقدماتی جام جهانی فوتبال ۲۰۲۲ صعود خواهند کرد.

## مرحله اول
| تیم ۱    | نتیجه‌نهایی | تیم ۲      | بازی رفت | بازی برگشت |
| -------- | ---------- | ---------- | -------- | ---------- |
| مغولستان | ۳–۲        | برونئی     | ۲–۰      | ۱–۲        |
| ماکائو   | ۱–۳        | سری‌لانکا   | ۱–۰      | ۰–۳        |
| لائوس    | ۰–۱        | بنگلادش    | ۰–۱      | ۰–۰        |
| مالزی    | ۱۲–۲       | تیمور شرقی | ۷–۱      | ۵–۱        |
| کامبوج   | ۴–۱        | پاکستان    | ۲–۰      | ۲–۱        |
| بوتان    | ۱–۵        | گوآم       | ۱–۰      | ۰–۵        |

## مرحله دوم

### قرعه کشی
قرعه‌کشی دور دوم در تاریخ ۱۷ ژوئیه ۲۰۱۹ (۲۶ تیر ۱۳۹۸) در کوالالامپور، مالزی برگزار گردید. این قرعه کشی مخصوص تیم‌های دور دوم بر طبق رده‌بندی جهانی فیفا در ژوئن ۲۰۱۹ انجام گرفت.
۴۰ تیم در ۵ گلدان ۸ تیمی قرار گرفتند.
| سید ۱ | سید ۲ | سید ۳ |
| --- | --- | --- |
| 1. ایران (۲۰) 2. ژاپن (۲۸) 3. کرهٔ جنوبی (۳۷) 4. استرالیا (۴۳) 5. قطر (۵۵) 6. امارات متحدهٔ عربی (۶۷) 7. عربستان سعودی (۶۹) 8. چین (۷۳) | 1. عراق (۷۷) 2. ازبکستان (۸۲) 3. سوریه (۸۵) 4. عمان (۸۶) 5. لبنان (۸۶) 6. قرقیزستان (۹۵) 7. ویتنام (۹۶) 8. اردن (۹۸)               | 1. فلسطین (۱۰۰) 2. هند (۱۰۱) 3. بحرین (۱۱۰) 4. تایلند (۱۱۶) 5. تاجیکستان (۱۲۰) 6. کرهٔ شمالی (۱۲۲) 7. تایوان (۱۲۵) 8. فیلیپین (۱۲۶) |
| سید ۴ | سید ۵ | |
| 1. ترکمنستان (۱۳۵) 2. برمه (۱۳۸) 3. هنگ کنگ (۱۴۱) 4. یمن (۱۴۴) 5. افغانستان (۱۴۹) 6. مالدیو (۱۵۱) 7. کویت (۱۵۶) 8. مالزی (۱۵۹)        | 1. اندونزی (۱۶۰) 2. سنگاپور (۱۶۲) 3. نپال (۱۶۵) 4. کامبوج (۱۶۹) 5. بنگلادش (۱۸۳) 6. مغولستان (۱۸۷) 7. گوآم (۱۹۰) 8. سری‌لانکا (۲۰۱) | |

### گروه‌ها

#### گروه A
| رتبه | تیم      | بازی | برد | مساوی | باخت | گل زده | گل خورده | گل تفاضل | امتیاز | صلاحیت                                                           |  | سوریه    | چین     | فیلیپین | مالدیو  | گوآم    |
| ---- | -------- | ---- | --- | ----- | ---- | ------ | -------- | -------- | ------ | ---------------------------------------------------------------- |  | -------- | ------- | ------- | ------- | ------- |
| ۱    | سوریه    | ۸    | ۷   | ۰     | ۱    | ۲۲     | ۷        | ۱۵+      | ۲۱     | مرحله سوم و جام ملت‌های آسیا ۲۰۲۳                                 |  | —        | ۲–۱     | ۱–۰     | ۲–۱     | ۴–۰     |
| ۲    | چین      | ۸    | ۶   | ۱     | ۱    | ۳۰     | ۳        | ۲۷+      | ۱۹     | مرحله سوم و جام ملت‌های آسیا یا مرحله سوم مقدماتی جام ملت‌های آسیا |  | ۹ ژوئن   | —       | ۴ ژوئن  | ۲۶ مارس | ۷–۰     |
| ۳    | فیلیپین  | ۸    | ۳   | ۲     | ۳    | ۱۲     | ۱۱       | ۱+       | ۱۱     | مرحله سوم مقدماتی جام ملت‌های آسیا ۲۰۲۳                           |  | ۲–۵      | ۰–۰     | —       | ۹ ژوئن  | ۲۶ مارس |
| ۴    | مالدیو   | ۸    | ۲   | ۱     | ۵    | ۷      | ۲۰       | ۱۳−      | ۷      | مرحله سوم مقدماتی جام ملت‌های آسیا یا مرحله حذفی                  |  | ۳۱ مارس  | ۰–۵     | ۱–۲     | —       | ۳–۱     |
| ۵    | گوآم (Z) | ۸    | ۰   | ۰     | ۸    | ۲      | ۳۲       | ۳۰−      | ۰      | مرحله حذفی مقدماتی جام ملت‌های آسیا                               |  | ۱۵ اکتبر | ۳۱ مارس | ۱–۴     | ۰–۱     | —       |

1. ↑  The four best runners-up across all groups will advance to the مرحله مقدماتی جام جهانی فوتبال ۲۰۲۲ (آسیا) and جام ملت‌های آسیا ۲۰۲۳. The remaining four runners-up will advance to the مرحله مقدماتی جام ملت‌های آسیا ۲۰۲۳
2. ↑  The four best fourth-placed teams across all groups will advance to the مرحله مقدماتی جام ملت‌های آسیا ۲۰۲۳. The remaining four fourth-placed teams will advance to the مرحله مقدماتی جام ملت‌های آسیا ۲۰۲۳.

#### گروه B
| رتبه | تیم        | بازی | برد | مساوی | باخت | گل زده | گل خورده | گل تفاضل | امتیاز | صلاحیت                                                           |  |           |           |          |          |            |
| ---- | ---------- | ---- | --- | ----- | ---- | ------ | -------- | -------- | ------ | ---------------------------------------------------------------- |  | --------- | --------- | -------- | -------- | ---------- |
| ۱    | استرالیا   | ۸    | ۸   | ۰     | ۰    | ۲۸     | ۲        | ۲۶+      | ۲۴     | مرحله سوم و جام ملت‌های آسیا ۲۰۲۳                                 |  | —         | ۲۶ مارس   | ۹ ژوئن   | ۱۰ اکتبر | ۴ ژوئن     |
| ۲    | کویت       | ۸    | ۴   | ۲     | ۲    | ۱۹     | ۷        | ۱۲+      | ۱۴     | مرحله سوم و جام ملت‌های آسیا یا مرحله سوم مقدماتی جام ملت‌های آسیا |  | ۰–۳       | —         | ۳۱ مارس  | ۷–۰      | ۱۴ نوامبر  |
| ۳    | اردن       | ۸    | ۴   | ۲     | ۲    | ۱۳     | ۳        | ۱۰+      | ۱۴     | مرحله سوم مقدماتی جام ملت‌های آسیا ۲۰۲۳                           |  | ۱۴ نوامبر | ۱۰ اکتبر  | —        | ۴ ژوئن   | ۱۹ نوامبر  |
| ۴    | نپال (Y)   | ۸    | ۲   | ۰     | ۶    | ۴      | ۲۲       | ۱۸−      | ۶      | مرحله سوم مقدماتی جام ملت‌های آسیا یا مرحله حذفی                  |  | ۳۱ مارس   | ۵ سپتامبر | ۱۵ اکتبر | —        | ۱۰ سپتامبر |
| ۵    | تایوان (Z) | ۸    | ۰   | ۰     | ۸    | ۴      | ۳۴       | ۳۰−      | ۰      | مرحله حذفی مقدماتی جام ملت‌های آسیا                               |  | ۱۵ اکتبر  | ۹ ژوئن    | ۱–۲      | ۰–۲      | —          |

1. ↑  The four best runners-up across all groups will advance to the مرحله مقدماتی جام جهانی فوتبال ۲۰۲۲ (آسیا) and جام ملت‌های آسیا ۲۰۲۳. The remaining four runners-up will advance to the مرحله مقدماتی جام ملت‌های آسیا ۲۰۲۳
2. ↑  The four best fourth-placed teams across all groups will advance to the مرحله مقدماتی جام ملت‌های آسیا ۲۰۲۳. The remaining four fourth-placed teams will advance to the مرحله مقدماتی جام ملت‌های آسیا ۲۰۲۳.

#### گروه C
| رتبه | تیم        | بازی | برد | مساوی | باخت | گل زده | گل خورده | گل تفاضل | امتیاز | صلاحیت                                                           |  |         |         |        |         |         |
| ---- | ---------- | ---- | --- | ----- | ---- | ------ | -------- | -------- | ------ | ---------------------------------------------------------------- |  | ------- | ------- | ------ | ------- | ------- |
| ۱    | ایران      | ۸    | ۶   | ۰     | ۲    | ۳۴     | ۴        | ۳۰+      | ۱۸     | مرحله سوم و جام ملت‌های آسیا ۲۰۲۳                                 |  | —       | ۹ ژوئن  | ۴ ژوئن | ۲۶ مارس | ۰-۱۴    |
| ۲    | عراق       | ۸    | ۵   | ۲     | ۱    | ۱۴     | ۴        | ۱۰+      | ۱۷     | مرحله سوم و جام ملت‌های آسیا یا مرحله سوم مقدماتی جام ملت‌های آسیا |  | ۲–۱     | —       | ۰–۰    | ۲–۰     | ۴ ژوئن  |
| ۳    | بحرین      | ۸    | ۴   | ۳     | ۱    | ۱۵     | ۴        | ۱۱+      | ۱۵     | مرحله سوم مقدماتی جام ملت‌های آسیا ۲۰۲۳                           |  | ۱–۰     | ۱–۱     | —      | ۹ ژوئن  | ۲۶ مارس |
| ۴    | هنگ کنگ    | ۸    | ۱   | ۲     | ۵    | ۴      | ۱۳       | ۹−       | ۵      | مرحله سوم مقدماتی جام ملت‌های آسیا یا مرحله حذفی                  |  | ۰–۲     | ۲۰ مارس | ۰-۰    | —       | ۲–۰     |
| ۵    | کامبوج (Y) | ۸    | ۰   | ۱     | ۷    | ۲      | ۴۴       | ۴۲−      | ۱      | مرحله حذفی مقدماتی جام ملت‌های آسیا                               |  | ۳۱ مارس | ۰–۴     | ۰–۱    | ۱–۱     | —       |

1. ↑  The four best runners-up across all groups will advance to the مرحله مقدماتی جام جهانی فوتبال ۲۰۲۲ (آسیا) and جام ملت‌های آسیا ۲۰۲۳. The remaining four runners-up will advance to the مرحله مقدماتی جام ملت‌های آسیا ۲۰۲۳
2. ↑  The four best fourth-placed teams across all groups will advance to the مرحله مقدماتی جام ملت‌های آسیا ۲۰۲۳. The remaining four fourth-placed teams will advance to the مرحله مقدماتی جام ملت‌های آسیا ۲۰۲۳.

#### گروه D
| رتبه | تیم           | بازی | برد | مساوی | باخت | گل زده | گل خورده | گل تفاضل | امتیاز | صلاحیت                                                           |  |         |         |     |         |         |
| ---- | ------------- | ---- | --- | ----- | ---- | ------ | -------- | -------- | ------ | ---------------------------------------------------------------- |  | ------- | ------- | --- | ------- | ------- |
| ۱    | عربستان سعودی | ۸    | ۶   | ۲     | ۰    | ۲۲     | ۴        | ۱۸+      | ۲۰     | مرحله سوم و جام ملت‌های آسیا ۲۰۲۳                                 |  | —       | ۹ ژوئن  | ۵–۰ | ۳–۰     | ۲۶ مارس |
| ۲    | ازبکستان      | ۸    | ۵   | ۰     | ۳    | ۱۸     | ۹        | ۹+       | ۱۵     | مرحله سوم و جام ملت‌های آسیا یا مرحله سوم مقدماتی جام ملت‌های آسیا |  | ۲–۳     | —       | ۲–۰ | ۴ ژوئن  | ۵–۰     |
| ۳    | فلسطین        | ۸    | ۳   | ۱     | ۴    | ۱۰     | ۱۰       | ۰        | ۱۰     | مرحله سوم مقدماتی جام ملت‌های آسیا ۲۰۲۳                           |  | ۰–۰     | ۲–۰     | —   | ۲۶ مارس | ۹ ژوئن  |
| ۴    | سنگاپور       | ۸    | ۲   | ۱     | ۵    | ۷      | ۲۲       | ۱۵−      | ۷      | مرحله سوم مقدماتی جام ملت‌های آسیا یا مرحله حذفی                  |  | ۳۱ مارس | ۱–۳     | ۲–۱ | —       | ۲–۲     |
| ۵    | یمن           | ۸    | ۱   | ۲     | ۵    | ۶      | ۱۸       | ۱۲−      | ۵      | مرحله حذفی مقدماتی جام ملت‌های آسیا                               |  | ۲–۲     | ۳۱ مارس | ۱–۰ | ۱–۲     | —       |

1. ↑  The four best runners-up across all groups will advance to the مرحله مقدماتی جام جهانی فوتبال ۲۰۲۲ (آسیا) and جام ملت‌های آسیا ۲۰۲۳. The remaining four runners-up will advance to the مرحله مقدماتی جام ملت‌های آسیا ۲۰۲۳
2. ↑  The four best fourth-placed teams across all groups will advance to the مرحله مقدماتی جام ملت‌های آسیا ۲۰۲۳. The remaining four fourth-placed teams will advance to the مرحله مقدماتی جام ملت‌های آسیا ۲۰۲۳.

#### گروه E
| رتبه | تیم           | بازی | برد | مساوی | باخت | گل زده | گل خورده | گل تفاضل | امتیاز | صلاحیت                                                           |  |         |         |        |         |         |
| ---- | ------------- | ---- | --- | ----- | ---- | ------ | -------- | -------- | ------ | ---------------------------------------------------------------- |  | ------- | ------- | ------ | ------- | ------- |
| ۱    | قطر           | ۸    | ۷   | ۱     | ۰    | ۱۸     | ۱        | ۱۷+      | ۲۲     | مرحله سوم و جام ملت‌های آسیا ۲۰۲۳                                 |  | —       | ۲–۱     | ۰–۰    | ۶–۰     | ۲۰ مارس |
| ۲    | عمان          | ۸    | ۶   | ۰     | ۲    | ۱۶     | ۶        | ۱۰+      | ۱۸     | مرحله سوم و جام ملت‌های آسیا یا مرحله سوم مقدماتی جام ملت‌های آسیا |  | ۴ ژوئن  | —       | ۱–۰    | ۳–۰     | ۴–۱     |
| ۳    | هند (Y)       | ۸    | ۱   | ۴     | ۳    | ۶      | ۷        | ۱−       | ۷      | مرحله سوم مقدماتی جام ملت‌های آسیا ۲۰۲۳                           |  | ۲۶ مارس | ۱–۲     | —      | ۹ ژوئن  | ۱–۱     |
| ۴    | افغانستان (Y) | ۸    | ۱   | ۳     | ۴    | ۵      | ۱۵       | ۱۰−      | ۶      | مرحله سوم مقدماتی جام ملت‌های آسیا یا مرحله حذفی                  |  | ۰–۱     | ۳۱ مارس | ۱–۱    | —       | ۱–۰     |
| ۵    | بنگلادش (Y)   | ۸    | ۰   | ۲     | ۶    | ۳      | ۱۹       | ۱۶−      | ۲      | مرحله حذفی مقدماتی جام ملت‌های آسیا                               |  | ۰–۲     | ۹ ژوئن  | ۴ ژوئن | ۲۰ مارس | —       |

1. ↑  Qatar's group spot was changed from E1 to E5 due to their participation in the کوپا آمریکا ۲۰۲۰.
2. ↑  The four best runners-up across all groups will advance to the مرحله مقدماتی جام جهانی فوتبال ۲۰۲۲ (آسیا) and جام ملت‌های آسیا ۲۰۲۳. The remaining four runners-up will advance to the مرحله مقدماتی جام ملت‌های آسیا ۲۰۲۳
3. ↑  The four best fourth-placed teams across all groups will advance to the مرحله مقدماتی جام ملت‌های آسیا ۲۰۲۳. The remaining four fourth-placed teams will advance to the مرحله مقدماتی جام ملت‌های آسیا ۲۰۲۳.

#### گروه F
| رتبه | تیم       | بازی | برد | مساوی | باخت | گل زده | گل خورده | گل تفاضل | امتیاز | صلاحیت                                                           |  |         |        |         |         |         |
| ---- | --------- | ---- | --- | ----- | ---- | ------ | -------- | -------- | ------ | ---------------------------------------------------------------- |  | ------- | ------ | ------- | ------- | ------- |
| ۱    | ژاپن      | ۸    | ۸   | ۰     | ۰    | ۴۶     | ۲        | ۴۴+      | ۲۴     | مرحله سوم و جام ملت‌های آسیا ۲۰۲۳                                 |  | —       | ۴ ژوئن | ۹ ژوئن  | ۶–۰     | ۲۶ مارس |
| ۲    | تاجیکستان | ۸    | ۴   | ۱     | ۳    | ۱۴     | ۱۲       | ۲+       | ۱۳     | مرحله سوم و جام ملت‌های آسیا یا مرحله سوم مقدماتی جام ملت‌های آسیا |  | ۰–۳     | —      | ۱–۰     | ۲۶ مارس | ۹ ژوئن  |
| ۳    | قرقیزستان | ۸    | ۳   | ۱     | ۴    | ۱۹     | ۱۲       | ۷+       | ۱۰     | مرحله سوم مقدماتی جام ملت‌های آسیا ۲۰۲۳                           |  | ۰–۲     | ۱–۱    | —       | ۴ ژوئن  | ۷–۰     |
| ۴    | مغولستان  | ۸    | ۲   | ۰     | ۶    | ۳      | ۲۷       | ۲۴−      | ۶      | مرحله سوم مقدماتی جام ملت‌های آسیا یا مرحله حذفی                  |  | ۳۱ مارس | ۰–۱    | ۱–۲     | —       | ۱–۰     |
| ۵    | برمه      | ۸    | ۲   | ۰     | ۶    | ۶      | ۳۵       | ۲۹−      | ۶      | مرحله حذفی مقدماتی جام ملت‌های آسیا                               |  | ۰–۲     | ۴–۳    | ۳۱ مارس | ۱–0     | —       |

1. ↑  The four best runners-up across all groups will advance to the مرحله مقدماتی جام جهانی فوتبال ۲۰۲۲ (آسیا) and جام ملت‌های آسیا ۲۰۲۳. The remaining four runners-up will advance to the مرحله مقدماتی جام ملت‌های آسیا ۲۰۲۳
2. ↑  The four best fourth-placed teams across all groups will advance to the مرحله مقدماتی جام ملت‌های آسیا ۲۰۲۳. The remaining four fourth-placed teams will advance to the مرحله مقدماتی جام ملت‌های آسیا ۲۰۲۳.

#### گروه G
| رتبه | تیم               | بازی | برد | مساوی | باخت | گل زده | گل خورده | گل تفاضل | امتیاز | صلاحیت                                                           |  |         |         |         |        |         |
| ---- | ----------------- | ---- | --- | ----- | ---- | ------ | -------- | -------- | ------ | ---------------------------------------------------------------- |  | ------- | ------- | ------- | ------ | ------- |
| ۱    | امارات متحدهٔ عربی | ۸    | ۶   | ۰     | ۲    | ۲۳     | ۷        | ۱۶+      | ۱۸     | مرحله سوم و جام ملت‌های آسیا ۲۰۲۳                                 |  | —       | ۹ ژوئن  | ۲۶ مارس | ۴ ژوئن | ۵–۰     |
| ۲    | ویتنام            | ۸    | ۵   | ۲     | ۱    | ۱۳     | ۵        | ۸+       | ۱۷     | مرحله سوم و جام ملت‌های آسیا یا مرحله سوم مقدماتی جام ملت‌های آسیا |  | ۱–۰     | —       | ۱–۰     | ۰–۰    | ۴ ژوئن  |
| ۳    | مالزی             | ۸    | ۴   | ۰     | ۴    | ۱۰     | ۱۲       | ۲−       | ۱۲     | مرحله سوم مقدماتی جام ملت‌های آسیا ۲۰۲۳                           |  | ۱–۲     | ۳۱ مارس | —       | ۲–۱    | ۲–۰     |
| ۴    | تایلند            | ۸    | ۲   | ۳     | ۳    | ۹      | ۹        | ۰        | ۹      | مرحله سوم مقدماتی جام ملت‌های آسیا یا مرحله حذفی                  |  | ۲–۱     | ۰–۰     | ۹ ژوئن  | —      | ۲۶ مارس |
| ۵    | اندونزی (Z)       | ۸    | ۰   | ۱     | ۷    | ۵      | ۲۷       | ۲۲−      | ۱      | مرحله حذفی مقدماتی جام ملت‌های آسیا                               |  | ۳۱ مارس | ۱–۳     | ۲–۳     | ۰–۳    | —       |

1. ↑  The four best runners-up across all groups will advance to the مرحله مقدماتی جام جهانی فوتبال ۲۰۲۲ (آسیا) and جام ملت‌های آسیا ۲۰۲۳. The remaining four runners-up will advance to the مرحله مقدماتی جام ملت‌های آسیا ۲۰۲۳
2. ↑  The four best fourth-placed teams across all groups will advance to the مرحله مقدماتی جام ملت‌های آسیا ۲۰۲۳. The remaining four fourth-placed teams will advance to the مرحله مقدماتی جام ملت‌های آسیا ۲۰۲۳.

#### گروه H
| رتبه | تیم           | بازی | برد | مساوی | باخت | گل زده | گل خورده | گل تفاضل | امتیاز | صلاحیت                                                           |  |         |         |         |         |        |
| ---- | ------------- | ---- | --- | ----- | ---- | ------ | -------- | -------- | ------ | ---------------------------------------------------------------- |  | ------- | ------- | ------- | ------- | ------ |
| ۱    | کرهٔ جنوبی     | ۶    | ۵   | ۱     | ۰    | ۲۲     | ۱        | ۲۱+      | ۱۶     | مرحله سوم و جام ملت‌های آسیا ۲۰۲۳                                 |  | —       | ۹ ژوئن  | ۲۶ مارس | ۸–۰     | ۴ ژوئن |
| ۲    | لبنان         | ۶    | ۳   | ۱     | ۲    | ۱۱     | ۸        | ۳+       | ۱۰     | مرحله سوم و جام ملت‌های آسیا یا مرحله سوم مقدماتی جام ملت‌های آسیا |  | ۰–۰     | —       | ۲–۱     | ۴ ژوئن  | ۰–۰    |
| ۳    | ترکمنستان     | ۶    | ۳   | ۰     | ۳    | ۸      | ۱۱       | ۳−       | ۹      | مرحله سوم مقدماتی جام ملت‌های آسیا ۲۰۲۳                           |  | ۰–۲     | ۳۱ مارس | —       | ۲–۰     | ۳–۱    |
| ۴    | سری‌لانکا (Z)  | ۶    | ۰   | ۰     | ۶    | ۲      | ۲۳       | ۲۱−      | ۰      | مرحله سوم مقدماتی جام ملت‌های آسیا یا مرحله حذفی                  |  | ۳۱ مارس | ۰–۳     | ۰–۲     | —       | ۰–۱    |
| ۵    | کرهٔ شمالی (W) | ۱    | ۰   | ۰     | ۱    | ۰      | ۰        | ۰        | ۰      | مرحله حذفی مقدماتی جام ملت‌های آسیا                               |  | ۰–۰     | ۲–۰     | ۹ ژوئن  | ۲۶ مارس | —      |

1. ↑  The four best runners-up across all groups will advance to the مرحله مقدماتی جام جهانی فوتبال ۲۰۲۲ (آسیا) and جام ملت‌های آسیا ۲۰۲۳. The remaining four runners-up will advance to the مرحله مقدماتی جام ملت‌های آسیا ۲۰۲۳
2. ↑  The four best fourth-placed teams across all groups will advance to the مرحله مقدماتی جام ملت‌های آسیا ۲۰۲۳. The remaining four fourth-placed teams will advance to the مرحله مقدماتی جام ملت‌های آسیا ۲۰۲۳.